# Ioan Pop Zugrav
Ion Pop Zugravul, denumit în literatura de specialitate Ioan Pop din Făgăraș a fost un iconar român care și-a desfășurat activitatea artistică la Făgăraș, în Țara Oltului. Din cauza faptului că iconarii din acele timpuri nu-și semnau lucrările dintr-o umilință de tip creștin, moștenită din vechiul Bizanț, care spunea că zugravii de icoane nu au voie să-și iscălească operele...

## Cadrul istoric al formării meșterilor iconari din Transilvania
Arta românească din Transilvania din prima jumătate a secolului al XIX-lea, a fost afectată de stilul postbrâncovenesc cu influențe baroce încă din secolul al XVIII-lea. Reprezentarea plastică a degenerat prin apariția unei amprente rurale care a devenit cu trecerea timpului din ce în ce mai accentuată. Acest lucru s-a întâmplat prin apariția unei cereri ridicate de produse artistice, dar și din cauza puterii financiare destul de reduse a comanditarilor.  În această perioadă termenul de zugrav a suferit o modificare a înțelesului, deoarece artiștii care s-au educat în școlile din Apusul Europei au căpătat apelativul de pictor, pe când zugrăvitul a fost lăsat celor care își desăvârșeau meseria cel mult în atelierul unui meșter local, nu foarte talentat. În această epocă au început să apară și noi suporturi pentru pictură, așa cum a fost sticla, apoi tabla, care au generat la rândul lor apariția a noi tehnici, cu reguli noi, care au dus la apariția de noi artiști dedicați noilor condiții.
Începutul secolului al XIX-lea a presupus și o diversificare a tematicilor, care s-au orientat din ce în ce mai mult spre lumea catolică. De acolo au venit motivele cu Maica Domnului îndurerată, Sfânta Treime încoronând-o pe Fecioara Maria și Isus cu vița de vie. Acum, arta românească din Transilvania, a avut o perioadă a căutărilor unor noi forme de exprimare ce au fost influențate de gusturile epocii și de noile preferințe ce au apărut într-o societate fără mari resurse financiare, care nu avea cine știe ce pretenții cu privire la calitatea produselor, dar care era mereu preocupată să le procure.
La o asemenea realitate social-artistică, în mod aparent, s-a mulat peste această stare de spirit, arta picturii pe sticlă, care a apărut în Transilvania cel mai devreme în jurul mijlocului secolului al XVIII-lea. Au existat în trecut o serie de autori care au afirmat că începuturile picturii pe sticlă la români ar fi apărut în secolul al XVII-lea, Nicolae Iorga,, I. C. Ioanidu, G. G. Rădulescu,, Marcela Focșa, Cornel Irimie. Cercetătorii din contemporaneitate, au considerat că realitatea afirmată de predecesorii lor nu a putut fi confirmată. Asta din pricina identificării unui număr foarte mic de icoane pe sticlă din acea perioadă, fapt care confirmă un argument puternic împotriva realității pe care au imaginat-o acei istorici. Juliana Fabritius-Dancu și Dumitru Dancu au fost partizani ai debutului meșteșugului picturii pe sticlă în secolul al XVIII-lea.

Cercetătorii biografiei lui Ioan Pop zugrav de la Făgăraș
Valeriu Literat Ajutați Wikipedia și găsiți imaginea
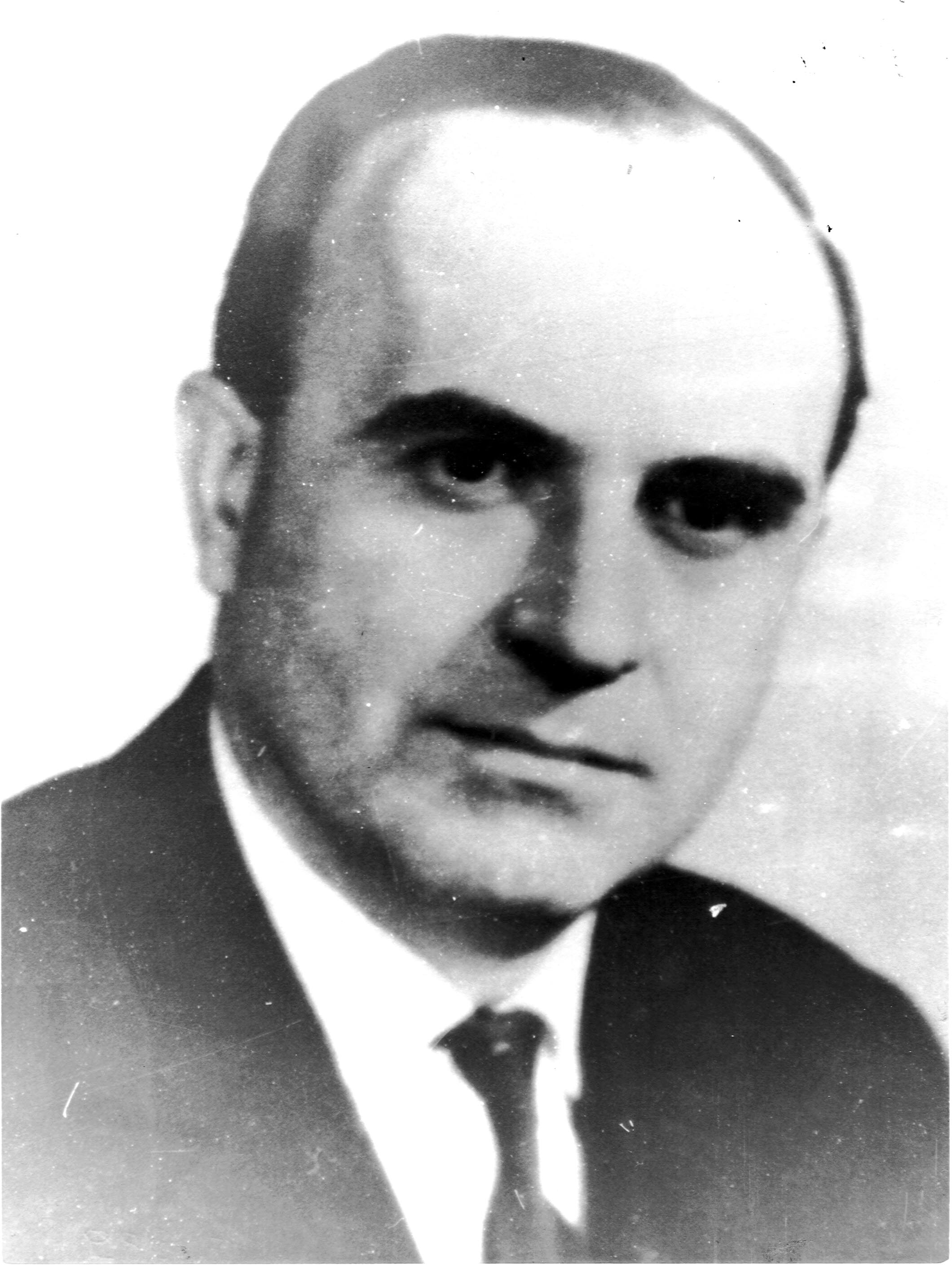
Cornel Irimie
Lena Constante Ajutați Wikipedia și găsiți imaginea
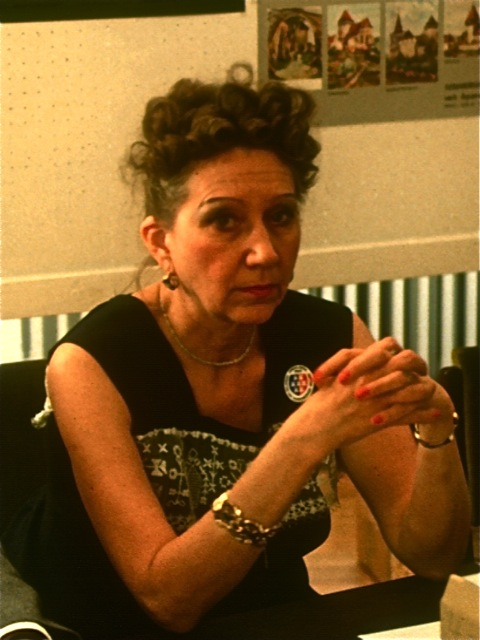
Juliana Fabritius-Dancu
Gelu Mihai Hărdălău Ajutați Wikipedia și găsiți imaginea
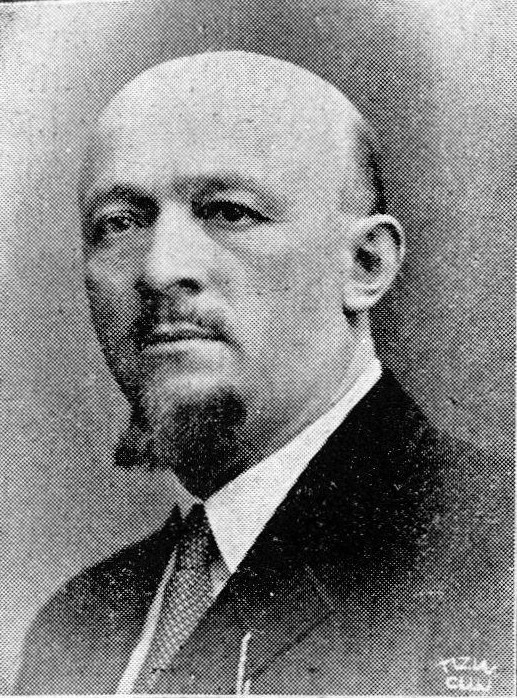
Ștefan Meteș

Icoana pe sticlă a fost un mijloc modest de exprimare artistică, care era în concordanță cu statul de cetățean oprimat al românilor din Transilvania. Ea a fost privită adesea ca un obiect al concurenței, entuziastă de altfel, a icoanelor pe lemn, mult mai costisitoare financiar din cauza realizării lor de către meșteri cu renume, care s-au format de obicei, în ateliere prestigioase. Aparent, așa stăteau lucrurile, însă astfel de afirmații sunt considerate astăzi cam pripite datorită unor costuri ce nu sunt evaluate din neglijență. Nu se poate face abstracție de costul ridicat al sticlei din acele vremuri și nici de folosirea în pictura pe sticlă a foiței de aur, care era utilizată cu preponderență în mai toate lucrările de acest gen.
Toate argumentele desfășurate în această expunere de idei, nu pot să contrazică o realitate care afirmă de peste veacuri, că pictura pe sticlă de la centrul de producție din Nicula, a fost un fenomen de masă. Produsele niculene erau modeste ca dimensiuni, însă compensau această deficiență cu un desen insolit și o vioiciune debordantă a coloritului. Astfel, micile icoane au reușit să pătrundă în întreaga societate rurală a Transilvaniei, până la periferia ei, acestea devenind, cu timpul, de nelipsit în orice locuință românească. Din aceste motive, se afirmă astăzi că, prețul lor nu era unul ridicat, deoarece icoanele pe sticlă din Transilvania au determinat o ruralizare semnificativă a artei religioase. Acest lucru a avut și un revers, producția de masă a adus deservicii zugravilor de real talent ale căror lucrări au devenit nevandabile. În loc ca o asemenea evoluție să ducă la o descurajare în exprimarea talentului, cu toate că statutul social al meșterilor nu le-a permis o formare academică, au apărut artiști care nu au renunțat la calitate în pofida cantității, chiar dacă nu puteau să obțină un preț mai bun pentru creațiile lor. Se pot enumera numele unor astfel de artiști ca Petru Prodan din Suatu, care s-a stabilit în Maierii Albei-Iulia, Savu Moga din Giurtelecu Hododului, așezat la Arpașu de Sus, Matei Țimforea din Cârțișoara și mai ales Ioan (Ion) Pop de la Făgăraș care a fost apreciat ca autor al unor lucrări „... printre cele mai remarcabile produse ale epocei de reînflorire a artei
icoanelor pe sticlă în Ardeal” care a lucrat într-un stil academist. Ion Pop de la Făgăraș s-a dovedit a fi un adevărat talent în arta picturii pe sticlă, talentul lui fiind de neegalat.

## În loc de biografie
Renumele pe care Ion Pop de la Făgăraș și l-a dobândit încă din timpul vieții lui, ar fi trebuit să suscite pe cercetătorii și istoricii de artă care s-au ocupat de creația artistică pe tărâm religios și astfel, meșterul iconar să ocupe un loc de frunte în literatura de specialitate. Lucrurile stau însă exact invers, informațiile despre viața și activitatea lui sunt confuze și contradictorii, comentariile analiștilor s-au rezumat de-a lungul timpului doar la unele aprecieri vis-a-vis de cromatica, compoziția și stilul lucrărilor pe care le-a realizat.

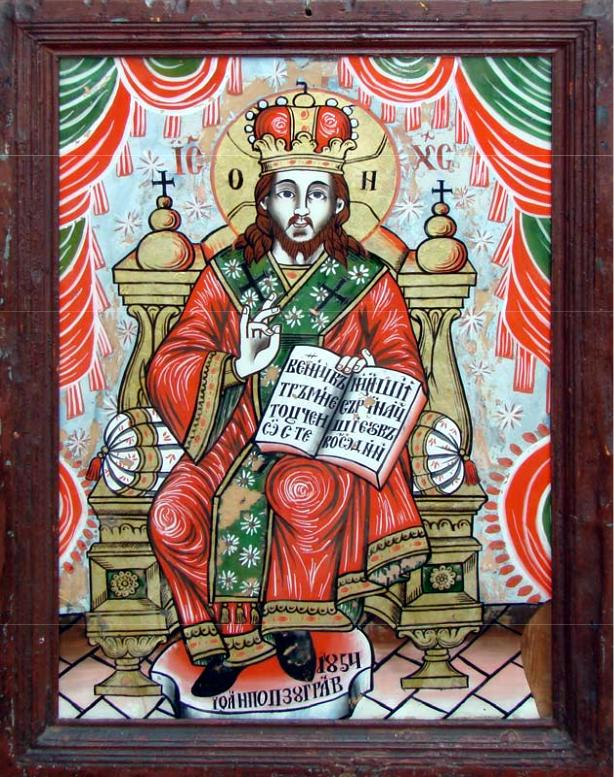
Isus Hristos mare Arhiereu (1854), semnat Ioan Pop zugrav - colecţia Mănăstirii Sâmbăta de Sus

Prima mențiune documentară care a fost identificată, datează din anul 1907 și a apărut în ziarul Țara Oltului, apărut la Făgăraș. Subiectul articolului amintea despre o lucrare a lui Ion Pop de la Făgăraș care era în posesia preotului Nicolae Aron din Galați, pictor la început de carieră. Nicolae Aron consemna activitatea zugravului Ioan Pop „... prin anii 1838-1841 și până la 1858... bărbat fără carte, [care] compunea icoane frumoase, numai în stil bizantin, scriind pre ele cu litere cirile corect numirile lucrului mânilor sale, subscriindu-și apoi cu fală și numele său pre icoană”. Consemnările din acest articol precizau că meșterul iconar a rămas în memoria colectivă a făgărășenilor ca cel pe care „... poate l-au întrecut numai meșterii călugări ai mănăstirilor de odinioară” și că după „... adormirea ... fericitului zugrav Ioan Pop din Făgăraș, ... facerea icoanelor ajunsese într-un stadiu ridicol”.
La o sută de ani de la prima mențiune documentară cu privire la Ioan Pop de la Făgăraș, cu toate că au existat cercetători care au dorit să descifreze biografia meșterului iconar, datele care s-au descoperit studiind matricolele botezaților, decedaților, cumnaților, din cadrul parohiei greco-catolice din Făgăraș, sunt extrem de puține, generatoare de confuzii, incomplete. Din matricole lipsesc din păcate, decesele din perioada august 1848 - septembrie 1857, căsătoriile din 1834 - 27 ianuarie 1857, botezurile din lunile februarie-septembrie 1834. Toate informațiile care s-au obținut sunt din perioada 1781 - 1870, timp în care au existat la Făgăraș cinci meșteri zugravi care aveau numele de Ioan Pop și încă vreo cinci care aveau numele Ioan. Toate protocoalele bisericești relevă o adevărată pleiadă de artiști, majoritatea absolut necunoscuți din alte surse de documentare.
În deceniile al treilea și al patrulea ale secolului al XX-lea, Valeriu Literat a făcut cercetări aprofundate ale bisericilor din Țara Oltului. Ca urmare, Literat și-a precizat o serie de observații asupra operei lui Ioan Pop într-o listă sumară de patru lucrări. Observațiile sale au apărut însă, de abia în anul 1996, de aceea, a doua referință bibliografică pentru zugravul din Făgăraș aparține Lenei Constante, care a publicat un studiu științific în anul 1938. Însă Constante, s-a limitat să afirme că nu are nicio informație certă despre Ioan Pop și lucrările lui de influență catolică, dar a publicat două reproduceri din cele trei pe care le-a descoperit în Drăguș. De asemenea a semnalat și existența la Biserica unită din Olteț a unei serii de icoane realizate de Ioan Pop.
În anul 1942, I. C. Ioanidu și G. G. Rădulescu au publicat un studiu asupra icoanelor pe sticlă unde au reprodus trei icoane aflate în colecția Ioanidu, două din ele fiind atribuite în mod eronat lui Ioan Pop. Autorii studiului au făcut aprecieri laudative la talentul meșterului iconar, la fantezia bogată a acestuia și la coloritul viu, neuitând și calitățile pe care acesta le-a demonstrat în problematica perspectivei.
Pe de altă parte, Ștefan Meteș a vorbit despre o origine niculeană a majorității meșterilor iconari pe sticlă, inclusiv Ioan Pop, a cărui prezență, a spus autorul, a fost identificată în anul 1876. Meteș nu cunoștea în acel moment decît cinci icoane ale zugravului din Făgăraș, cele publicate de I. C. Ioanidu și G. G. Rădulescu și de Lena Constante.
Cornel Irimie și Marcela Focșa au publicat în 1968 o reevaluare a icoanelor pe sticlă din Transilvania. Aici i-au atribuit lui Ioan Pop statutul de „... al treilea mare iconar al Făgărașului.. [care], fără a atinge arta lui Savu Moga sau fantezia lui
Țimforea, ... se manifestă ca un meșter preocupat de compoziție și colorit”. În 1969, Ion Tătaru a considerat poziția a treia pe care i-au dat-o Irimie și Focșa lui Ioan Pop în topul iconarilor din Transilvania, ca fiind descalificantă, el afirmând cu tărie că a fost „... zugravul de icoane cu cele mai serioase cunoștințe de meșteșug și într-un anumit sens «academist», riguros și pedant în desen, de unmare echilibru, depășindu-l și pe Moga și care folosea drept modele xilogravurile vechilor cărți religioase pe care le reproducea la o scară mărită, cu o mare fidelitate, executând icoane cu aceeași temă în serie, de o mare precizie a desenului și a gamei cromatice”.

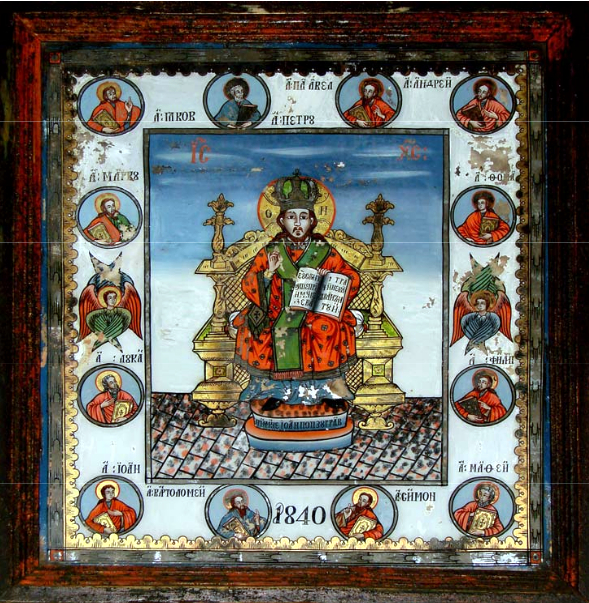
Isus Hristos mare Arhiereu (1840), semnat Prin mine, Ioan Pop Zugrav - colecţie particulară

Tot în 1969, Cornel Irimie a precizat aceeași ordine a clasamentului artiștilor iconari, dar a insistat asupra operei lui Pop spunând că are „... desenul îngrijit, totuși spontan și sincer, [care] dovedește o deosebită înzestrare, care se manifestă și în felul în care acesta rezolvă problemele de perspectivă și de ansamblu”. Irimie a remarcat însă, influența iconografiei catolice în opera lui Pop și a semnalat patru icoane semnate și datate de iconar, lucrări care au apărut ca urmare a unei cercetări realizate de Muzeul Brukenthal din Sibiu în peste 300 de localități din Ardeal. Cu această ocazie, Cornel Irimie a făcut o eroare de interpretare a înscrisului semnăturii lui Ioan Pop pe o lucrare, datată în 1845, din satul Beclean. Astfel, a apărut în literatura de specialitate așa numitul Irimie Ioan Pop din Făgăraș, el fiind amintit apoi de Juliana Fabritius-Dancu și Dumitru Dancu în emblematica lor lucrare Pictura țărănească pe sticlă din Transilvania. La rândul lor, ei au găsit o icoană cu aceeași inscripție ca cea din Beclean a lui Irimie, datată în 1841.  Anii 1841 și 1845 au fost considerați ca anii de început a activității lui Ioan Pop de la Făgăraș, considerat un zugrav de biserici datorită eleganței liniei și desenului care relevă figuri frumoase, expresive și fin modelate cu umbre transparente. Se vede de altfel în lucrările acestui meșter, că modul cum a redat buclele și faldurile cu linii subțiri la capete și mai groase la mijloc, pentru a sugera adâncimea cutelor, arată o experiență și o cunoaștere a compoziției care nu era la îndemâna unui iconar obișnuit.
Cum calitățile stilistice sunt proprii numai lui, acel Irimie Ioan Pop se contopește cu personajul Ioan Pop descris de Ion Tătaru, doar că acum el este calificat cu calitățiile unui „... meșter cult, dar rămas aproape de sufletul poporului întruchipat în pictura sa”. Descoperirile în acest domeniu au făcut să crească confuzia în rândul familiei zugravilor Pop. Tot un Ioan Pop a fost descoperit ca zugrav de biserici, dar mai puțin înzestrat și cu o viziune originală, anume autorul imaginii sfintei Troițe într-un trup (1853).
Analistul Gelu Mihai Hărdălău în 1979 a corectat înțelegerea semnăturii inițiale ca „Irimie Ioan Pop”, arătând că slovele înscrise în ligatură, trebuie citite ca „Prin mine, Ioan Pop zugrav”. În acest fel, a fost eliminată o confuzie de interpretare. Corectura lui Hărdălău a fost acceptată și de Dumitru Dancu, care a publicat în 1998 un volum de analiză prin care a restrâns familia la un singur zugrav Ioan Pop, însă el pus semnul de egalitate între Ioan Popp Moldovan, tatăl lui Mișu Popp, și Ioan Pop de la Făgăraș.

## Galerie cu imagini

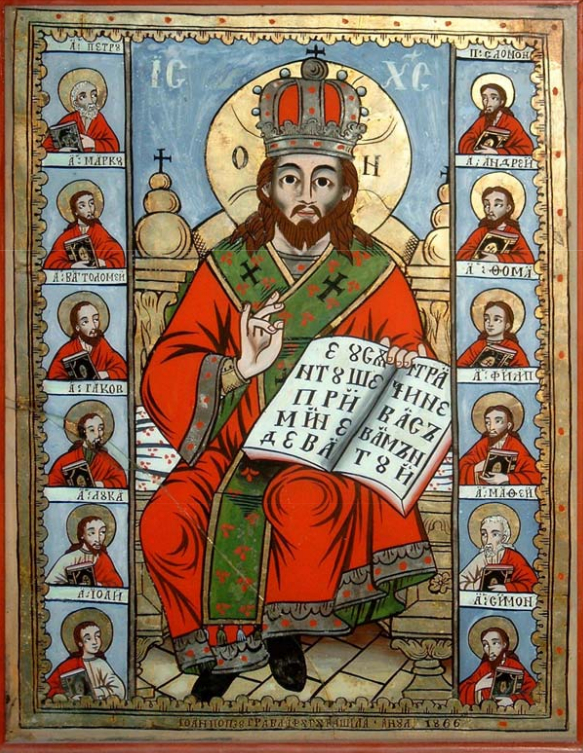